# Analogue Nt mini
La Analogue Nt mini  (estilizado con una "m" minúscula) es una consola de videojuegos bootleg diseñada y fabricada por Analogue, Inc. Fue diseñado para jugar juegos de la consolas de Nintendo Nintendo Entertainment System y Famicom, similar a la Analogue Nt original. A diferencia del anterior, el Nt Mini utiliza un SOC FPGA para el procesamiento de los juegos.

## Historia
El Analogue Nt mini se anunció en agosto de 2016.
El sistema se lanzó con un costo de lanzamiento de $ 449,99, y las primeras consolas se enviaron el 23 de enero de 2017.
Las últimas unidades de Analogue Nt mini y Analogue Nt mini Noir Edition se produjeron en 2020. Los retrasos en el envío de esta edición hacen que esta consola experimente un aumento significativo de precio en la Unión Europea debido a una disputa comercial más grande a finales de 2020.

## Hardware
El Nt mini utiliza un procesador FPGA Altera Cyclone V. Kevin Horton fue el desarrollador líder en la programación de FPGA.
El Nt mini cuenta con:
- entrada HDMI de 1080p, video analógico ( RGB, Componente, S-Video y compuesto ),
- audio analógico (48kHz 16 bits ),[12]
- puertos de mando estilo NES originales,
- un puerto de expansión para accesorios de Famicom y una entrada de micrófono para juegos de Famicom[13]
- ranura para tarjetas SD
- ranura para cartuchos de nes

Al igual que su predecesor, la carcasa del Nt mini está hecha de una carcasa de una sola pieza de aleación de aluminio fabricada con aluminio 6061 .
La selección de juegos se realiza a través de la conexión de un cartucho original o mediante una tarjeta SD con respaldos de juegos. las actualizaciones de firmware también se puede cargar mediante la ranura para tarjetas SD.